# FESTin 2010
Das FESTin 2010 war die erste Ausgabe des FESTin-Filmfestivals (offiziell: FESTin – Festival de Cinema Itinerante da Língua Portuguesa, zu deutsch: FESTin – Wanderndes Filmfestival der portugiesischen Sprache), ein jährliches Filmfestival für Filme des portugiesischen Sprachraums.
Es fand vom 4. bis 9. Mai 2010 statt, zur 3. Kulturwoche der Gemeinschaft der Portugiesischsprachigen Länder (CPLP). Neben den gezeigten Filmen wurden auch Gesprächsrunden und Workshops abgehalten, darunter einer mit dem TV-Globo-Regisseur Claude Rodrigues zur Herstellung von Dokumentarfilmen für das Fernsehen. Das Festival zählte bei seiner Erstauflage 2.800 Besucher.

## Filme
41 Filme wurden gezeigt, davon im Wettbewerb 23 kurze und sieben lange Filme. Besonderes Augenmerk bei der Auswahl der Filme legte das Festival auf Werke zu Themen der sozialen Inklusion. Dazu stand das Mosambikanische Kino im Mittelpunkt.
Eröffnet wurde das Festival am 4. Mai mit O jardim de outro homem in Anwesenheit des Regisseurs Sol de Carvalho. Der dritte Langfilm des mosambikanischen Regisseurs erzählt die Geschichte einer jungen Frau aus einem Armutsviertel von Maputo, die davon träumt, Ärztin zu werden. Er gilt als die teuerste Produktion des Mosambikanischen Films bis dahin.
Abschlussfilm war Contratempos, das Regiedebüt der brasilianischen Schauspielerin Malu Mader, das sich mit dem Projekt von Villa-Lobinhos befasst, in dem arme Jugendliche in den Favelas von Rio de Janeiro klassische Musik erlernen.
Im Wettbewerb waren zudem angolanisch-portugiesische Koproduktionen wie O Lendário Tio Liceu e os Ngola Ritmos des anwesenden portugiesischen Regisseurs Jorge António über ein bedeutendes Kapitel angolanischer Musikgeschichte, Filme aus Ländern wie Osttimor oder Guinea-Bissau, in denen sehr schwere Bedingungen für Filmproduktionen herrschen, die mosambikanisch-portugiesische Produktion Terra Sonâmbula, in der die Brasilianerin Teresa Prata den gleichnamigen Roman des mosambikanischen Schriftstellers Mia Couto verfilmte, der Dokumentarfilm Contrato des são-toméischen Regisseurs Guenny Pires über die Geschichte der kapverdischen Vertragsarbeiter auf São Tomé und Príncipe, oder Luanda, a fábrica da música, der gemeinsame Filme der Angolanerin Kiluanje Liberdade und der Portugiesin Inês Gonçalves.

## Preisträger
- Bester Langfilm: Terra Sonâmbula (Portugal/Mosambik), Regie: Teresa Prata
- Bester Kurzfilm: Kunta (Portugal), Regie: Ângelo Torres[3][4]